# Allende (Chihuahua)
Allende è una municipalità dello stato di Chihuahua, nel Messico settentrionale, il cui capoluogo è la località di Villa de Ignacio Allende.
Conta 8.409 abitanti (2010) e ha una estensione di 2.176,39 km². 
Il paese deve il suo nome a Ignacio Allende, eroe della guerra d'indipendenza del Messico.